# Paul Morley

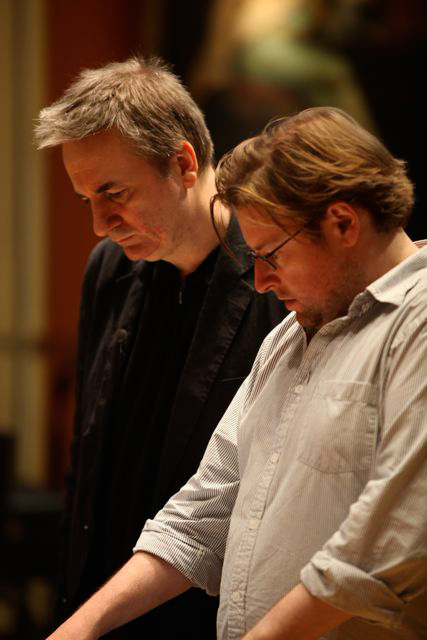
Paul Morley (links) und Chris Austin (rechts)

Paul Morley (* 26. März 1957) ist ein englischer Musikjournalist und -produzent.
Morley wurde als Sohn eines Gefängniswärters geboren und wuchs in Stockport auf. Zwischen 1977 und 1983 schrieb er für das Musik-Magazin New Musical Express, wobei er eine neue postmoderne Weise, über Popmusik zu schreiben, entwickelte. Er hat seither weitere Publikationen zum Thema Musik veröffentlicht. Neben dem Produzenten Trevor Horn war er Gründer des Plattenlabels ZTT Records und der Band Art of Noise. Mit James Banbury gründete er die Band Infantjoy, die die beiden Alben With (2006) und Where the Night Goes (2005) veröffentlicht hat.
Er war mit Claudia Brücken verheiratet, die früher Sängerin bei der ZTT-Band Propaganda war und hat mit ihr eine Tochter. Brücken war bis 2013 mit Paul Humphreys (Orchestral Manoeuvres in the Dark) liiert und tritt mit ihm unter dem Namen Onetwo auf.

## Bücher
- Paul Morley: Nothing. Faber & Faber, 2000. ISBN 978-0-571-17799-8
- Paul Morley: Words and Music: a history of pop in the shape of a city. Bloomsbury, 2003. ISBN 0-7475-5778-0
- Paul Morley: Joy Division: Piece by Piece: Writing About Joy Division 1977-2007. Plexus Publishing 2007. ISBN 978-0-85965-404-3